# Stützerbach
Stützerbach es una localidad situada en el distrito de Ilm, en el estado federado de Turingia (Alemania). Tiene una población estimada, a fines de 2021, de 1342 habitantes.
Fue un municipio independiente hasta el 1 de enero de 2019, en que pasó a depender administrativamente de Ilmenau.